# 吉乃さくら
吉乃 さくら

## 経歴
プロゴルファーを目指していたが、2018年11月に芸能事務所アイ＆グレースに所属し女優としてデビュー。
2019年6月14日にアイドルユニット・超個性派アイドルユニット「のーぷらん。」の白色担当、吉乃さくらとしてデビュー。
2019年11月10日にTwitterで「Candy Date」に加入したことを発表した
2020年2月22日にS.U.B TOKYO にて「Candy Date」のオレンジ色担当、吉乃さくらとして再デビュー。
2020年3月1日に「Candy Date」より脱退　
公式Twitterより発表

## 人物
血液型はB型。特技はゴルフとゲーム。趣味は食べ歩き。好きなものはシナモン、爬虫類、天かす。